# The Good Seat (entreprise)
 (juillet 2024).
La mise en forme du texte ne suit pas les recommandations de Wikipédia : il faut le « wikifier ».
Les points d'amélioration suivants sont les cas les plus fréquents. Le détail des points à revoir est peut-être précisé sur la page de discussion.
- Les titres sont pré-formatés par le logiciel. Ils ne sont ni en capitales, ni en gras.
- Le texte ne doit pas être écrit en capitales (les noms de famille non plus), ni en gras, ni en italique, ni en « petit »…
- Le gras n'est utilisé que pour surligner le titre de l'article dans l'introduction, une seule fois.
- L'italique est rarement utilisé : mots en langue étrangère, titres d'œuvres, noms de bateaux, etc.
- Les citations ne sont pas en italique mais en corps de texte normal. Elles sont entourées par des guillemets français : « et ».
- Les listes à puces sont à éviter, des paragraphes rédigés étant largement préférés. Les tableaux sont à réserver à la présentation de données structurées (résultats, etc.).
- Les appels de note de bas de page (petits chiffres en exposant, introduits par l'outil «  Source ») sont à placer entre la fin de phrase et le point final[comme ça].
- Les liens internes (vers d'autres articles de Wikipédia) sont à choisir avec parcimonie. Créez des liens vers des articles approfondissant le sujet. Les termes génériques sans rapport avec le sujet sont à éviter, ainsi que les répétitions de liens vers un même terme.
- Les liens externes sont à placer uniquement dans une section « Liens externes », à la fin de l'article. Ces liens sont à choisir avec parcimonie suivant les règles définies. Si un lien sert de source à l'article, son insertion dans le texte est à faire par les notes de bas de page.
- La présentation des références doit suivre les conventions bibliographiques. Il est recommandé d'utiliser les modèles {{Ouvrage}}, {{Chapitre}}, {{Article}}, {{Lien web}} et/ou {{Bibliographie}}. Le mode d'édition visuel peut mettre en forme automatiquement les références.
- Insérer une infobox (cadre d'informations à droite) n'est pas obligatoire pour parachever la mise en page.

Pour une aide détaillée, merci de consulter Aide:Wikification.
Si vous pensez que ces points ont été résolus, vous pouvez retirer ce bandeau et améliorer la mise en forme d'un autre article.
 (juillet 2024).
Il peut être nécessaire de l'améliorer pour respecter le principe de neutralité de point de vue. Veuillez consulter la page de discussion pour plus de détails.

The Good Seat est une entreprise française fondée en 2018 par Alex HAYEM et Lionel TOMEKPE, spécialisée dans les solutions d'agrégation et de comparaison d'offres VTC et Taxi. The Good Seat se distingue par son rôle innovant en tant qu'agrégateur-distributeur transverse de services de mobilité.

## Historique
The Good Seat a été fondée en 2018 et a rapidement gagné en reconnaissance pour son approche innovante de la mobilité.
D'abord grand public, elle permettait aux utilisateurs de trouver les meilleures offres de VTC et Taxi en temps réel grâce à une application mobile disponible en France. The Good Seat a notamment fait du bruit en France fin 2019-début 2020 au moment des grandes grèves RATP/SNCF faisant l'objet de présentation par plusieurs médias nationaux,.Cependant, malgré un succès auprès de 20 000 utilisateurs acquis en quelques semaines, le comparateur grand public n'était pas rentable et The Good Seat a dû pivoter.
Dès 2020, The Good Seat pivote et adopte un modèle SaaS en marque blanche afin de mettre à disposition son comparateur dans le monde entier aux acteurs MaaS et du voyage souhaitant proposer des offres VTC/Taxi à leurs clients,.
The Good Seat lance en plus sa solution de mobilité B2B en 2022 pour devenir un acteur transverse de la simplification de la mobilité urbaine. The Good Seat fait également partie du réseau 1% for the Planet et reverse 1% de son chiffre d'affaires à des associations luttant pour la planète,.
Durant la pandémie de COVID-19, The Good Seat s'engage dans la protection des passagers de services de VTC en créant le label "Ride Safe Against COVID-19" permettant de certifier les mesures prises par les plateformes de VTC. 

## Produits et services
The Good Seat offre diverses solutions pour comparer les offres VTC/Taxi, avec une fonctionnalité intégrée de réservation et de paiement en plus du simple comparateur. Cette suite de solutions permet de centraliser les données des acteurs VTC et taxis en temps réel et de les distribuer en temps réel également, facilitant ainsi la gestion des déplacements urbains. Elle comprend une application mobile B2C (arrêtée), une application mobile B2B pour les déplacements professionnels, une API en marque blanche pour les acteurs de la mobilité et un SDK en marque blanche pour les acteurs du voyage.
The Good Seat a notamment développé une API intéropérable qui permet d'agréger et de redistribuer les offres de VTC et de taxis de plus de 20 acteurs, dont Uber, Bolt et Freenow, en temps réel. The Good Seat a notamment été la première entreprise à obtenir le droit de distribuer les offres de Uber, Bolt et Freenow avec commande et paiement en dehors de leurs applications respectives. Ce service est disponible dans plus de 130 pays et compte plus de 5 millions de chauffeurs partenaires.
The Good Seat a également signé des partenariats avec plusieurs acteurs majeurs du MaaS et du voyage en France et à l'étranger, dont Ile-de-France Mobilités (France), Whim (Finlande) et Primeras Plus (Mexique).

## Réception
The Good Seat a été mise en avant par divers médias comme Sud Radio, Europe 1 et Le Point pour ses contributions à la mobilité urbaine et fait partie du réseau French Tech qui valorisait The Good Seat à 3 000 000 € en 2022. The Good Seat fait aussi partie des startups innovantes soutenues par l'Union Européenne via l'EIT Urban Mobility Accelerator depuis 2023.
La société a notamment été lauréate du concours BPI INNO GENERATION en 2019 pour son projet de simplification de la mobilité,, et a été récompensée/nommée dans de nombreux autres concours d'innovation, parmi lesquels : 
- Dauphin du concours Total Edhec Entreprendre 2019 catégorie "Startup de moins de 18 mois" (2019)[16]
- Nommé parmi  les "80 Best Paris Automotive Startups – The Future of Transportation" par Startup Pill (2021)[17]
- TOP 5 meilleures startups européennes de mobilité urbaine par l'EIT (2023)[18]
- Nommé parmi les 60 startups les plus importantes pour les secteurs du MaaS et de la Smart City par l'Observatoire des startups françaises de la mobilité de Roland Berger et du Moove Lab (2024)[19]